# Joan Vizcarra
Joan Vizcarra (Montblanch, Tarragona, 1967) es un caricaturista e ilustrador español, conocido sobre todo por sus trabajos para el semanario satírico El Jueves e Interviú, con más de 30 años de trayectoria profesional dedicado al arte del dibujo humorístico, con numerosas publicaciones en prensa, libros, publicidad y exposiciones.

## Biografía

Vizcarra con la caricatura gigante de Leo Messi

Joan Vizcarra nació en Montblanch (Tarragona) en 1967. Licenciado en Bellas Artes por la Universidad de Barcelona. Empieza en el terreno de la ilustración colaborando para agencias de publicidad. Trabajó durante dos años para la empresa de animación Delta Group, en spots publicitarios y series de televisión. En 1991 empieza a colaborar para la revista de humor El Jueves, dónde sigue actualmente. Al año siguiente comienza a colaborar semanalmente para el diario Avui. En 1995 empiezas las colaboraciones semanales para El Periódico de Catalunya. Más tarde también colabora en el suplemento del periódico El Mundo. En 1997 es nombrado Profesor de humor por la Universidad de Alcalá de Henares. Ha colaborado, entre otras, en publicaciones como Buenafuente, Enderrock, Windows TI, Ciéncia y Vida, Penthouse, Descobrir cuina, en el diario Ara y actualmente en la revista Interviú y el diario deportivo L'Esportiu. En el año 2006 diseña los personajes de El Jueves para las Fallas de Valencia. En 2010 empieza las colaboraciones semanales en la histórica revista «Interviú». Desde 2010 ha empezado la realización de “grandes formatos”, para coleccionistas y eventos varios. También se dedica a trabajar “originales” para coleccionistas tanto nacionales como internacionales. En el año 2011 realiza en directo la caricatura más grande de Leo Messi para la Exposición retrospectiva de su obra para el Centro Illa Diagonal de Barcelona. En 2012 el documental «Dibujando a Vizcarra» (H.Lagares & I.Vilallonga) fue seleccionado para los Premios Goya. En él aparecen personajes conocidos como Andreu Buenafuente, José Mota, Manel Fuentes, Santiago Segura y Ferran Adrià, entre otros… En 2013 ofrece Masterclass sobre Creatividad en TedXReus. Desde 2014 trabaja con la Galería Corner4art en Barcelona, para la distribución de su obra. En 2016 realiza el cuadro del «Tridente» de El Barça (Messi, Suárez y Neymar) para Periodistas Solidarios del Deporte, que se subasta para fines benéficos. En el año 2018 pinta en directo un cuadro de Freddie Mercury para fines benéficos en el Hard Rock de Barcelona. Tienen «originales» de Vizcarra, personalidades tan diferentes como el rey Juan Carlos, Camilo José Cela, Ruíz-Mateos, Joaquín Sabina o Santiago Segura, entre otros muchos… En 2021 la banda musical «Cerdanyola Blues Band» le dedica la canción «Vizcarra Blues» donde se repasa a ritmo de Blues su trayectoria profesional. Las caricaturas de Vizcarra han aparecido en numerosos medios de comunicación, así como en muchas exposiciones y en varias líneas de productos de merchandising.

## Obra
PROYECTOS REALIZADOS (entre otros):
- Ilustraciones para libro Johan «Don Veneno» prólogo Luis del Olmo[6] (Ediciones B 1993)
- Realización Cartel para gira «Celtas Cortos» 1997
- Cartel promocional para la producción teatral “La extraña pareja” 1998.
- Portadas de discos de Mojinos Escozíos “Las margaritas son flores del campo” 1999, “Con cuernos y a lo loco” 2005 “Semos unos máquinas” 2013.[7]
- Realización en bronce caricatura “Dream Team” para Museo del Barça 2001.
- Portada libro «Mi Quaderno Azul» de Iu Forn Editorial Debolsillo[8] 2001
- Portada libro Mariano Ozores «Respetable Público» Editorial Planeta 2002
- Masterclass de caricaturas para la «Mostra de Còmic de Cornellà» 2005.
- Creación de caricaturas en chocolate para Escribà[9] 2005.
- Diseño de personajes para la Falla de El Jueves “Archiduque Carlos Chiva” Valencia 2006.[10]
- Ilustraciones para portadas de libros “Temas de hoy” Editorial Planeta 2006.
- Cartel promocional «Festes del Centenari Mare de Déu de la Serra» Montblanc 2006
- Diseño Cartel “Festes de Santa Eulália” Barcelona 2007.[11]
- Imagen visual Campaña Cruzcampo “Cárnaval Cádiz” 2007.
- Creación línea de productos merchandising “Vizcarra” 2008.
- Realización Baraja del Barça para El Periódico y Sport 2008.
- Portada libro «Con Z de Zapatero» de Fray Josepho (Editorial Martínez Roca 2008)[12]
- Ilustraciones para el libro “Caràcters” Editorial Obrador Edéndum 2009.
- Realización póster y linea de merchandising «Sant Jordi» Montblanc 2009
- Cartel para Festival Mundo *dio*a Madrid 2010
- Realización de «Grandes Formatos» para coleccionistas privados 2011
- Realización de la caricatura más grande de Leo Messi[13] «Illa Diagonal» 2011
- Realización de esculturas en 3D en colaboración con la EAP 2009-2014.
- Ilustración para Portada de Disco del grupo de Rock «Aaron&Roll Trío» 2012
- Realización del documental “Dibujando a Vizcarra” (H. Lagares&I. Vilallonga)[14]  2012.
- Ilustraciones para el libro “Més enllà de l´èxit” Deu i Once Edicions 2013
- Ilustración para portada del disco de Ska-P “99%” 2013.
- Participación en TedxReus 2013 (Conferéncias sobre Creatividad).[15]
- Participación en las Jornadas Artísticas de “Festa del Trepat” 2014
- Performance artística solidaria “Cal Pintxo” Cerdanyola 2014
- Realización Cartel para obra de teatro «Don Quan Tanoriu» 2014
- Cartel Documental «La niña ya no está de luto» de Isabel V Shelly & Hnos. Lagares 2014
- Realización Cartel «50 Aniversario» Hoquei Espluga de Francolí 2015
- Realización caricaturas en directo para Catalunya Ràdio «Eleccions Barça» 2015
- Realización de “Gran Formato” para Restaurante Fabián (Campeón Mundial de Pizzas) 2015
- Pregón y realización del cartel de la "Setmana Medieval" de Montblanch 2016[16][17]
- Realización cuadro “Tridente” para “Periodistas Solidarios del Deporte” 2016[18][19]

- Realización Caricaturas "Cocas de las Elecciones 2016" para Pastelería Escribà[20][21][22]
- Ilustración portada libro “Emilia Pardo Bazán” Editorial Anaya 2016
- Realización gran formato[23] “Marc Márquez” para  “Periodistas Solidarios del Deporte” 2017
- Creación caricatura “President Puigdemont” en Chocolate para Escribà 2017
- Creación de línea de productos de merchandising “Vizcarra” para empresa Lolapix 2017
- Realización «en vivo» de caricaturas «Hotel Mandarín» para empresa Divertimento 2017
- Creación del cartel “Festival de Blues de Cerdanyola” 2017[24][25][26][27]
- Realización gran formato  de Bruce Springsteen para el “No Surrender Festival” 2017[28][29]
- Ilustraciones para libro “Sant Jordi, la princesa, la rosa i el drac” Editorial La Musca 2017[30][31][32][33]
- Realización caricaturas para campaña publicitaria Reale Seguros 2018
- Realización lienzo “Ernesto Valverde” para “Periodistas Solidarios del Deporte” 2018
- Creación del cartel oficial del “No Surrender Festival” 2018
- Realización caricaturas para empresa Difusión “30 Años” 2018
- Realización gran formato “Freddie Mercury” para Hard Rock Café Barcelona 2018[34]
- Ilustración portada libro “Hasta siempre Lucas” Grijander Ediciones 2018
- Realización gran formato “Ray Charles” para expo “Blues” Cal Pintxo Festival Blues Cerdanyola 2018[35]
- Ilustraciones para libro “Els Pastorets i la samarra d´en Getsè” Editorial La Musca 2018[36][37][38]
- Colección de originales “Históricos Real Zaragoza” para Restaurante “SEAMAN” Zaragoza 2018
- Ilustraciones para vídeo musical de Miquel Abras “Em nego a dir que el Rock ha mort” 2019[39]
- Creación de la imagen para celebración 50 Aniversario “Club Bàsket Montblanc” 2019[40]
- Realización lienzo “Ter Stegen” para “Periodistas Solidarios del Deporte” 2019[41]
- Realización Portada del disco de Mojinos Escozíos “Semos los más Grandes” 2019[42][43]
- Realización Póster de Celebración “Club Fútbol Montblanc” 2019
- Realización del Documental «El Pintor de Almas» (H.Lagares ) 2020[44]
- Creación diseño etiquetas «50 Copas» para Bodegas Vizcarra 2021[45]
- Realización vídeo musical «Vizcarra Blues» a cargo de la banda Cerdanyola Blues Band 2021[46]
- Realización lienzo «Ansu Fati» para «Periodistas Solidarios del Deporte» 2022[47]
- Realización del Cartel para «X Festival de Blues» de Santa Coloma de Gramenet 2023[48]
- Realización del cuadro de «Lewandowski» para fines benéficos de «Periodistas Solidarios del Deporte» 2023[49]
- Documental sobre la histórica revista de humor «El Jueves» (Sense Ficció TV3) 2023[50]
- Pregón Fiesta Mayor de Montblanc y realización cuadro «Montblanc» 2023[51]
- Participación en «Lucca Comics and Games 2023» con Corner4art[52]
- Reportaje para el programa «Punts de Vista» TVE2 2024[53]
- Realización del Cartel «30 Anys Amics del Gegants de Montblanc»[54] 2024
- Realización del cuadro de «Ronald Araujo» para «Periodistas Solidarios del Deporte»[55][56] 2024
- Realización gran formato «Clint» para Mario G.C. Colección Privada 2024
- Participación «Saló del Còmic Barcelona» con Corner4art Gallery[57] 2025
- Realización del cuadro «Aitana Bonmatí» para fines benéficos de «Periodistas Solidarios del Deporte»[58][59][60] 2025
- Presentación libro «The History of Blues» by Vizcarra en el «Museo del Rock» de Barcelona [61]2025
- Realización Portada para magazine «Bar&Beer»[62] 2025
- Participación «Metrópoli Comic Con» Gijón con Corner4art Gallery[63] 2025

Libros de caricaturas publicados:
- Vizcarra. Caricaturas (1994, Col. Titánic núm 7-Ediciones El Jueves)
- Esto es Hollywood (1999, libro recopilatorio para la revista El Jueves)
- Lo más mejor de Vizcarra (2004, Col. Lo más mejor núm 14-Ediciones El Jueves)
- Hollywood y otras hierbas[64] (2008, Luxury Gold Collection, RBA/El Jueves)
- Rock stars y otros animales[65] (2008, Luxury Gold Collection, RBA/El Jueves)
- Teofrast «Carácters»[66] (Obrador Edèndum 2009)
- «Més enllà de l'èxit», pròleg Ivan Tibau  (Deu i Onze Editors 2013)
- 25 años de Caricaturas[67][68][69] (2015 Ediciones JA Hidalgo)
- «Sant Jordi, la Princesa, la rosa i el Drac» (Editorial La Musca 2017)[70]
- Vizcarra en Interviú 2010-2017[71] (Ediciones JA Hidalgo 2018)
- «Els Pastorets i la samarra d´en Getsè» (Editorial La Musca 2018)[72]
- Vizcarra & Celebrities, prólogo Andreu Buenafuente[73] (Ediciones JA.Hidalgo 2020)
- Cerdanyola, la ciutat del Blues (Ediciones J.A.Hidalgo 2021)[74]
- «El Póster de El Jueves»[75] ( Jordi Riera Editorial RBA 2021)
- The History of Blues by Vizcarra[76] (Ediciones J.A.Hidalgo 2022)
- «Springsteen» by Vizcarra (Ediciones J.A.Hidalgo 2024)[77]

Exposiciones más destacadas:
- Exposición de originales «50 Personatges de Montblanc» Museu Arxiu Montblanc 1985
- Exposición de originales en el “Festival de Caricature” de Saint Esteve. Francia (1994)[78]
- Exposición antológica para la Bienal de Caricaturtas de Ourense (1998)
- Exposición de originales para el Certamen “Cómic de la Massana” Andorra (2000)
- Exposició retrospectiva para la Bienal Humoralia de Lleida (2001)
- Exposición colectiva en el 25 Aniversario de la revista El Jueves, Barcelona (2002)
- Exposición individual para el XIX Concurso de Cómic “Noble Villa de Portugalete” (2005)
- Exposición de caricaturas para la Muestra del Cómic de Cornellá (2005)
- Exposición retrospectiva para las Fiestas del Centenario en Montblanch (2006)
- Exposición individual para el Certamen Audiovisual de Cabra, Córdoba (2006)
- Muestra gráfica colectiva “O debuxo por diante”, Junta de Galicia (2007)
- Exposición individual para “Santa Cruz Diseña”, Tenerife (2008)
- Exposición de originales para la Minicom Internacional, Gerona (2011)
- Exposición “Con V de Vizcarra” Illa Diagonal Barcelona[79][79][80] (2011)
- Exposición “Con V de Vizcarra” Badajoz (2011)[81]
- Exposición permanente de originales en el Local Cool Hotel International, Barcelona (2013)
- Exposición de originales “La Fauna de Vizcarra” El Corte Inglés, Barcelona[82] (2013)
- Exposición de originales (Festa del Trepat, Barberà de la Conca 2014)
- Exposición para Presentación libro “25 Años de Caricaturas” Igualada (2016)
- Exposición de ilustraciones “Festival de Blues” Cerdanyola 2017[83]
- Exposición de ilustraciones originales para libro “Sant Jordi” Montblanc 2018
- Exposición “Ray&Blues” Cal Pintxo Cerdanyola 2018
- Exposición Colectiva de Corner4art Festival Sitges 2018[84]
- Exposición Colectiva de Corner4Art  para la Galería “Art i Café” Sitges 2019[85]
- Exposición «Vizcarra Blues» Cal Pintxo 30 ºFestival Internacional de Blues de Cerdanyola 2021[86]
- Exposición «El Blues de Vizcarra», Biblioteca Tecla Sala[87] (Hospitalet de Llobregat 2022)
- Exposición de caricaturas para «X Festival de Blues de Santa Coloma de Gramenet» 2023[88]
- Exposición colectiva «El Jueves 45 años» Miramar Centre Cultural, Sitges 2023[89]
- Exposición retrospectiva «30 Anys fent Caricatures» Montblanc 2023[90]
- Exposición de ilustraciones de Blues «Calella Harmònica Festival» 2023[91]
- Exposición retrospectiva «30 Anys fent Caricatures» Espluga de Francolí 2023[92]
- Exposición retrospectiva «30 Años de Caricaturas» (Festa del Trepat) Barberà de la Conca 2024[93]
- Exposición retrospectiva «30 Años de Caricaturas» (El Masroig) 2024[94]
- Exposición retrospectiva «30 Años de Caricaturas» Girocòmic 2024[95]